# Kollerschlag
Kollerschlag település Ausztriában, Felső-Ausztria tartományban, a Rohrbachi járásban. , területe 17 km².

## Fekvése
Tengerszint feletti magassága 726 méter. Kollerschlag Wegscheid, Nebelberg, Peilstein im Mühlviertel, Sarleinsbach és Oberkappel településekkel határos.

## Népesség
Lakosainak száma 1520 fő (2018. január 1.).